# アンドラゴラス

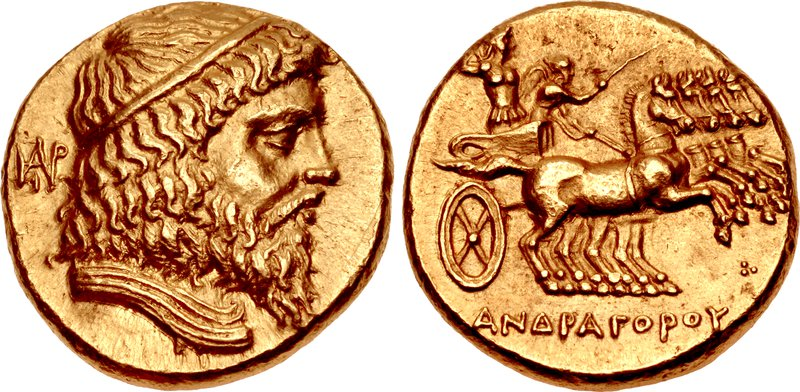
アンドラゴラスの肖像が使われた硬貨

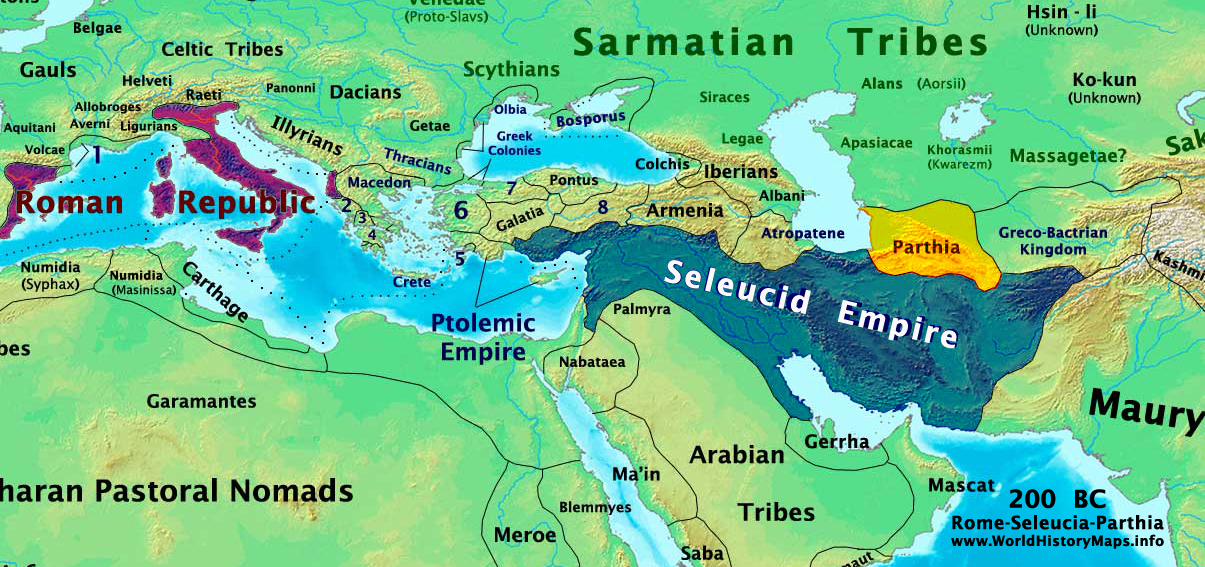
アンドラゴラスの支配するパルティア（黄色）は、紀元前247年から245年まで、セレウコス朝（青色）から分離した。

アンドラゴラス（Andragoras、? - 紀元前238年）は、アンティオコス1世およびアンティオコス2世に仕え、パルティアを治めたサトラップである。
アンドラゴラスは、セレウコス朝がプトレマイオス朝エジプトとの争いに巻き込まれていた紀元前247年から紀元前245年に、セレウコス朝からの独立を宣言した。彼は、グレコ・バクトリア王国がセレウコス朝から独立するとすぐに反乱を起こし、新しい国王ディオドトス1世と同盟を結んだ。反乱の中で、彼は自身の名前と王冠をかぶった肖像を使った硬貨を作った。
紀元前238年頃に、アルサケス1世に率いられたパルニ氏族に殺害され、アンドラゴラスの治世は、わずか数年に終わった。